# BJ有喜
是一部2016年法國、英國和美國合拍的浪漫喜劇電影，由莎朗·麥奎爾執導，海倫·菲爾丁、丹·梅澤和艾瑪·湯普遜撰寫劇本。本片為2004年電影《BJ單身日記：男人禍水》的續集。由芮妮·齊薇格、柯林·佛斯和派屈克·丹普西主演。
正式拍攝於2015年10月2日在倫敦開拍。該片定於2016年9月16日在英國和美國上映，2016年10月5日在法國上映。

## 劇情
故事敘述在布莉琪·瓊斯與馬克·達西分手後，布莉琪邁入43歲，她努力地尋找滿足她生活的樂趣。後來，她遇到了一位名為傑克·貴特的美國帥哥，本以為自己會有全新的人生，但未料布莉琪竟然懷了孕，使得自己必須確定孩子的父親究竟是馬克還是傑克。

## 演員
| 演員          | 角色            |
| 芮妮·齊薇格   | 布莉琪·瓊斯     |
| 柯林·佛斯     | 馬克·達西       |
| 派屈克·丹普西 | 傑克·貴特       |
| 吉姆·布洛班特 | 柯林·瓊斯先生   |
| 姬瑪·瓊斯     | 帕梅拉·瓊斯太太 |
| 艾瑪·湯普遜   | 蘿琳醫生        |

## 市場營銷
2016年3月23日，在網上釋出首支電影預告片。與前面兩部電影一樣，《BJ有喜》的分評為R級。在預告片中，芮妮·齊薇格因疑似整形的緣故而使自己的外貌和以往不同，這在網上引起了爭論。

## 發行
2015年10月，《BJ有喜》定於2016年9月16日在英國和美國上映。

### 評價
《BJ有喜》獲得的評價以正面居多。爛番茄基於157篇評論，持有77%的新鮮度，平均得分6.3/10。Metacritic基於42名影評人，獲得59分。根據CinemaScore調查，觀眾的評價於A+至F間落在「B+」。

### 票房
在美國，首映週末票房為820萬美元，位居當週第三。比分析師預測的1200萬美元還低許多，成為該系列最低的首週票房成績，台灣於9月14日上映，首映週末收穫333萬新台幣位居當週第三，隔週收194萬降至第五。

## 外部連結
- 官方网站
- BJ有喜的Instagram帳戶
- 互联网电影数据库（IMDb）上《BJ有喜》的资料（英文）
- 爛番茄上《BJ有喜》的資料（英文）
- Metacritic上《BJ有喜》的資料（英文）
- Box Office Mojo上《BJ有喜》的資料（英文）
- AllMovie上《BJ有喜》的资料（英文）
- 開眼電影網上《BJ有喜》的資料（繁體中文）
- 时光网上《BJ有喜》的資料（简体中文）
- 豆瓣电影上《BJ有喜》的資料 （简体中文）